# Cyanopepla girardi
Cyanopepla girardi är en fjärilsart som beskrevs av Paul Dognin 1902. Cyanopepla girardi ingår i släktet Cyanopepla och familjen björnspinnare. Inga underarter finns listade i Catalogue of Life.